# Zuid-Duits voetbalkampioenschap 1904/05
In 1904/05 werd het zevende voetbalkampioenschap gespeeld dat georganiseerd werd door de Zuid-Duitse voetbalbond. Karlsruher FV werd kampioen nadat Hanau 93 slechts met twee spelers kwam opdagen en de uitslag 5-0 aan FV werd toegekend. Hierdoor plaatste de club zich voor de eindronde om de Duitse landstitel.
De club versloeg Duisburger SpV en plaatste zich voor de finale tegen BTuFC Union 92 en verloor met 2-0.

## Nordkreis

### Palts
Uit de Palts is enkel kampioen Mannheimer FG Union 1897 bekend.

## Südkreis

### Midden-Baden
| Plaats | Club                   | Wed. | W | G | V | Saldo | Ptn. |
| ------ | ---------------------- | ---- | - | - | - | ----- | ---- |
| 1.     | Karlsruher FV          | 4    | 4 | 0 | 0 | 18:4  | 8:0  |
| 2.     | 1. FC Pforzheim        | 4    | 3 | 0 | 1 | 26:7  | 6:2  |
| 3.     | FC Frankonia Karlsruhe | 4    | 2 | 0 | 2 | 10:10 | 4:2  |
| 4.     | Karlsruher FC Phönix   | 4    | 1 | 0 | 3 | 10:12 | 2:6  |
| 5.     | FC Alemannia Karlsruhe | 4    | 0 | 0 | 4 | 0:31  | 0:8  |

|  | Geplaatst voor eindronde Südkreis |

### München
In München werd opnieuw een stadskampioenschap gespeeld, deze keer georganiseerd door de Verband Münchner Fußball-Vereine.
| Plaats | Club                    | Wed. | W | G | V | Saldo | Ptn. |
| ------ | ----------------------- | ---- | - | - | - | ----- | ---- |
| 1.     | FC Bayern München       | 4    | 4 | 0 | 0 | 29:4  | 8:0  |
| 2.     | FC Bavaria 1899 München |      |   |   |   |       |      |
| 3.     | 1. Münchner FC 1896     |      |   |   |   |       |      |

|  | Geplaatst voor eindronde Südkreis |

### Opperrijn
| Plaats | Club              | Wed. | W | G | V | Saldo | Ptn. |
| ------ | ----------------- | ---- | - | - | - | ----- | ---- |
| 1.     | FC Mülhausen 1893 | 2    | 1 | 0 | 1 | 8:5   | 2:2  |
| 2.     | Freiburger FC     | 2    | 1 | 0 | 1 | 5:5   | 2:2  |
| 3.     | Straßburger FV    | 2    | 1 | 0 | 1 | 5:8   | 2:2  |

|  | Geplaatst voor eindronde Südkreis |

### Schwaben
| Plaats | Club                      | Wed. | W | G | V | Saldo | Ptn. |
| ------ | ------------------------- | ---- | - | - | - | ----- | ---- |
| 1.     | FC Stuttgarter Cickers    | 4    | 4 | 0 | 0 | 22:1  | 8:0  |
| 2.     | Süddeutscher FC Stuttgart | 4    | 2 | 1 | 1 | 17:4  | 5:3  |
| 3.     | FC Karlsvorstadt          | 4    | 2 | 1 | 1 | 16:8  | 5:3  |
| 4.     | Schwaben Stuttgart        | 4    | 1 | 0 | 3 | 4:23  | 2:6  |
| 5.     | Privater TV Ulm           | 4    | 0 | 0 | 4 | 5:28  | 0:8  |

|  | Geplaatst voor eindronde Südkreis    |
|  | Trok zich terug voor volgend seizoen |

## Eindronde

### Deelnemers
| Club                         | Competitie             |
| ---------------------------- | ---------------------- |
| Karlsruher FV                | Kampioen Midden-Baden  |
| FC Bayern München            | Kampioen Opper-Beieren |
| FC Mülhausen/Elsaß 93        | Kampioen Opperrijn     |
| Mannheimer FG Union 1897     | Kampioen Palts         |
| FC Stuttgarter Kickers       | Kampioen Schwaben      |
| 1. Hanauer FC 1893           | Kampioen Zuidmain      |
| Frankfurter FC Victoria 1899 | Kampioen Westmain      |

### Südkreisliga
| Plaats | Club                   | Wed. | W | G | V | Saldo | Ptn. |
| ------ | ---------------------- | ---- | - | - | - | ----- | ---- |
| 1.     | Karlsruher FV          | 3    | 3 | 0 | 0 | 12:0  | 6:0  |
| 2.     | FC Stuttgarter Kickers | 3    | 2 | 0 | 1 | 10:5  | 4:2  |
| 3.     | FC Mülhausen/Elsaß 93  | 3    | 1 | 0 | 2 | 8:10  | 2:4  |
| 4.     | FC Bayern München      | 3    | 0 | 0 | 3 | 0:15  | 0:6  |

|  | Geplaatst voor finale Zuid-Duitsland |

### Nordkreisliga
| Plaats | Club                         | Wed. | W | G | V | Saldo | Ptn. |
| ------ | ---------------------------- | ---- | - | - | - | ----- | ---- |
| 1.     | 1. Hanauer FC 1893           | 2    | 2 | 0 | 0 | 9:1   | 4:0  |
| 2.     | Mannheimer FG Union 1897     | 2    | 1 | 0 | 1 | 4:4   | 2:2  |
| 3.     | Frankfurter FC Victoria 1899 | 2    | 0 | 0 | 2 | 1:9   | 0:4  |

|  | Geplaatst voor finale Zuid-Duitsland |

### Finale
|               |               |                  |                    |  |
| 26 maart 1905 | Karlsruher FV | 5 - 0 (walkover) | 1. Hanauer FC 1893 |  |
| 26 maart 1905 |               |                  |                    |  |

Hanau daagde met slechts twee spelers op waardoor de scheidsrechter KFV een 5-0 zege toekende.